# والدمونشن
شهر والدمونشن (به آلمانی: Waldmünchen) در ایالت بایرن در کشور آلمان واقع شده‌است.